# Cicindela fulgoris
Cicindela fulgoris är en skalbaggsart som beskrevs av Thomas Casey 1913. Cicindela fulgoris ingår i släktet Cicindela och familjen jordlöpare.

## Underarter
Arten delas in i följande underarter:
- C. f. albilata
- C. f. erronea
- C. f. fulgoris